# آسیب شیمیایی به چشم
آسیب شیمیایی به چشم (به انگلیسی: Chemical eye injury) به دلیل ورود یک ماده اسیدی یا قلیایی به چشم است. آسیب‌های ناشی از مواد قلیایی معمولاً بدتر از سوختگی‌های اسیدی هستند. سوختگی‌های خفیف باعث التهاب ملتحمه می‌شود در حالی که سوختگی‌های شدیدتر ممکن است باعث سفید شدن قرنیه شود. کاغذ تورنسل یک راه آسان برای تأیید تشخیص این است که pH در محدوده طبیعی ۷٫۰–۷٫۲ است، یا خیر. شستشو با حجم زیادی از آب، بهترین روش شروع درمان است و باید تا زمانی که پی‌هاش (PH) 6 تا ۸ باشد ادامه یابد. برای کاهش درد می‌توان از قطره‌های چشمی بی‌حس کننده موضعی استفاده کرد.
نوع دیگر از آسیب شیمیایی به چشم،آسیب ناشی از کف صابون است.چرا که صابون شامل مواد تشکیل دهنده ای بسیار مضر برای چشم ها هستند و حتی تماس مقداری از کف آن هم میتواند موجب نابینایی فرد شود.
توصیه میشود بعد از تماس صابون با چشم ها حتما به بیمارستان برای جلوگیری از اسیب های خطرناک ناشی از تماس صابون مراجعه شود!

## گستردگی
در ایالات متحده، آسیب‌های شیمیایی چشم بیشتر در میان بزرگسالان در حین کار رخ می‌دهد. تحلیل آمارهای صورت گرفته در سال ۲۰۱۶ از اطلاعات بخش اورژانس از سال ۲۰۱۰ تا ۲۰۱۳، نشان می‌دهد سالانه بیش از ۳۶۰۰۰ مراجعه به دلیل سوختگی‌های شیمیایی چشم، با میانگین سنی ۳۲ سال انجام شده‌است. در همه این سال‌ها کودکان ۱ و ۲ ساله شدیدترین میزان آسیب را دارند، تقریباً ۵۰٪ بیشتر از گروه بزرگسالان پرخطر (۲۵ سال) و ۱۳ برابر بیشتر از میزان در بین ۷ نفر از کودکان تحقیقات نشان می‌دهد شوینده لباس‌شویی منبع اصلی آسیب در کودکان خردسال است.